# Дубиса
Дуби́са (лит. Dubysa, жем. Dubīsa) — река в Литве, правый приток реки Неман. Длина 146 км, площадь бассейна 2070 км². Средний расход воды — 20,1 м³/с.
Через Дубису в Лидувенае перекинут самый высокий в Литве железнодорожный мост (на линии Радвилишкис — Пагегяй).
Исток на Жямайтской возвышенности рядом с городом Шяуляй. Соединена каналом с рекой Вента. Используется для сплава леса. На реке расположен город Арёгала.

## Этимология
Гидроним «Дубиса» производится от слов лит. dubti (оседать), dubus (впалый), dubė, duobė (яма, впадина).

## Галерея

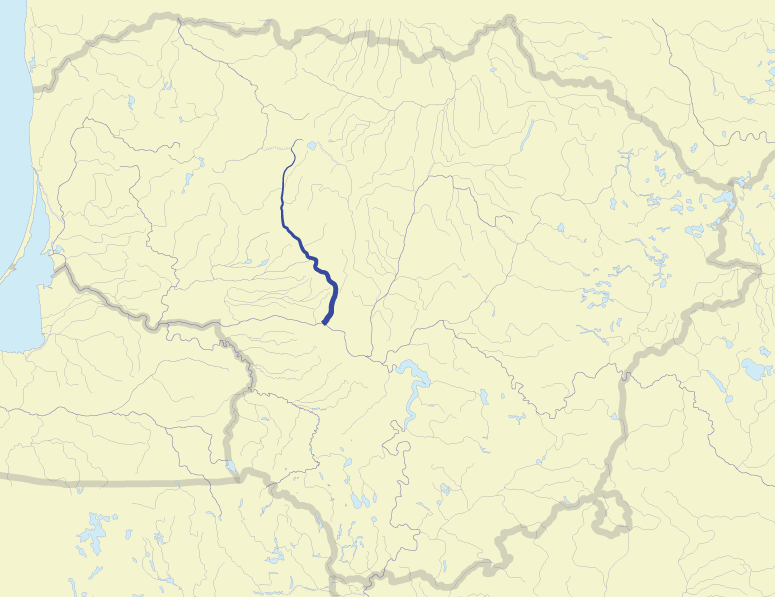
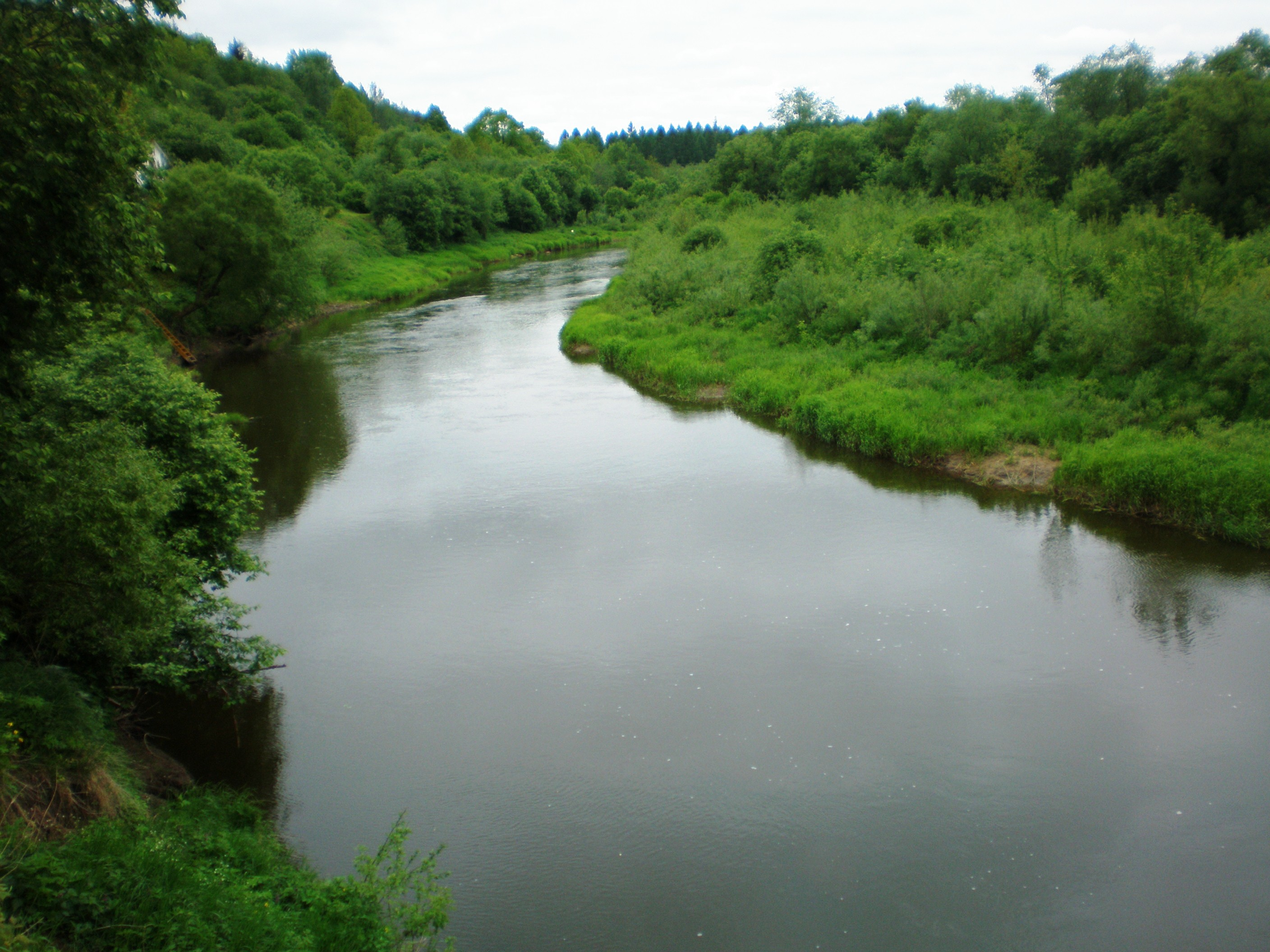
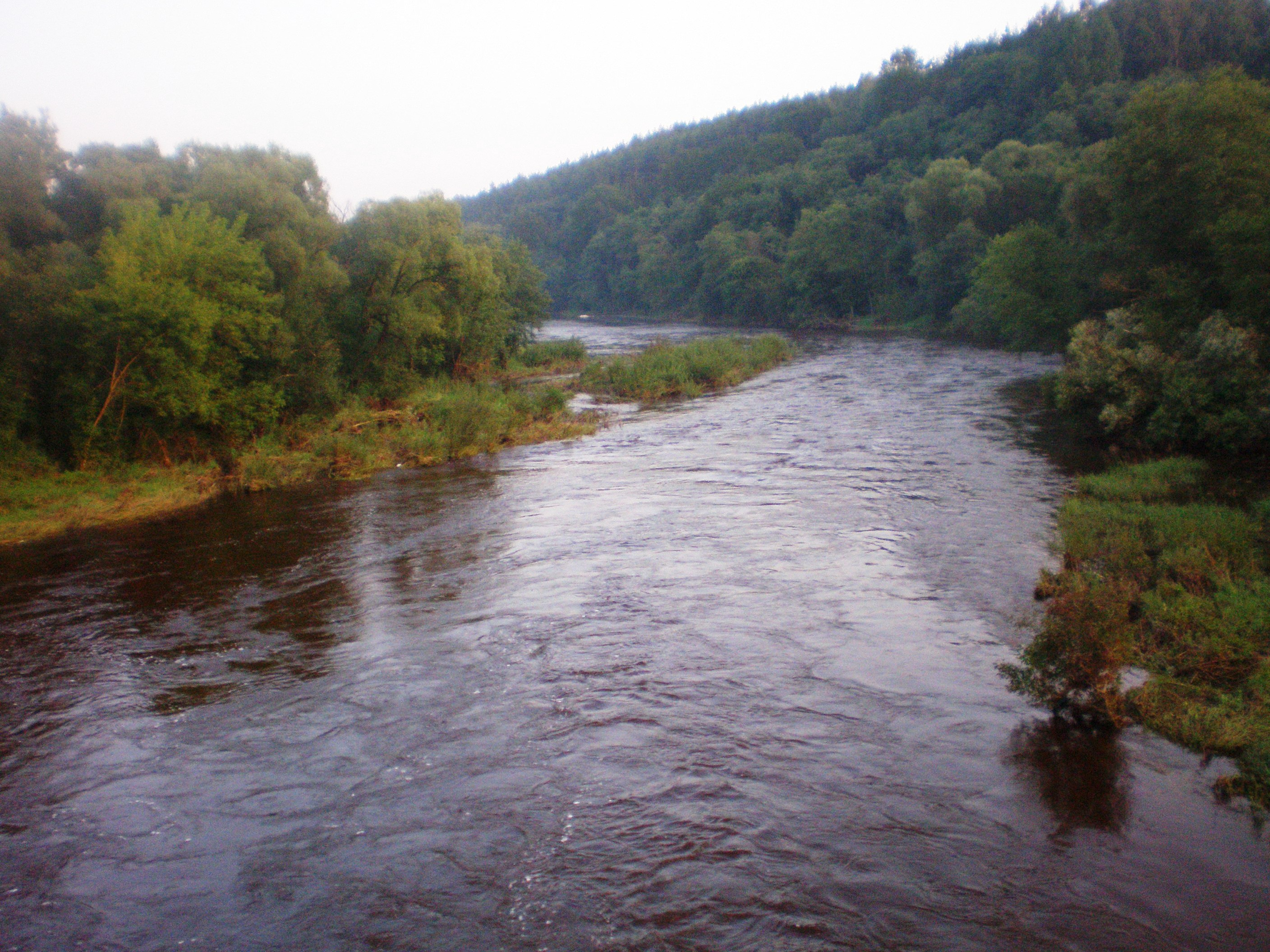
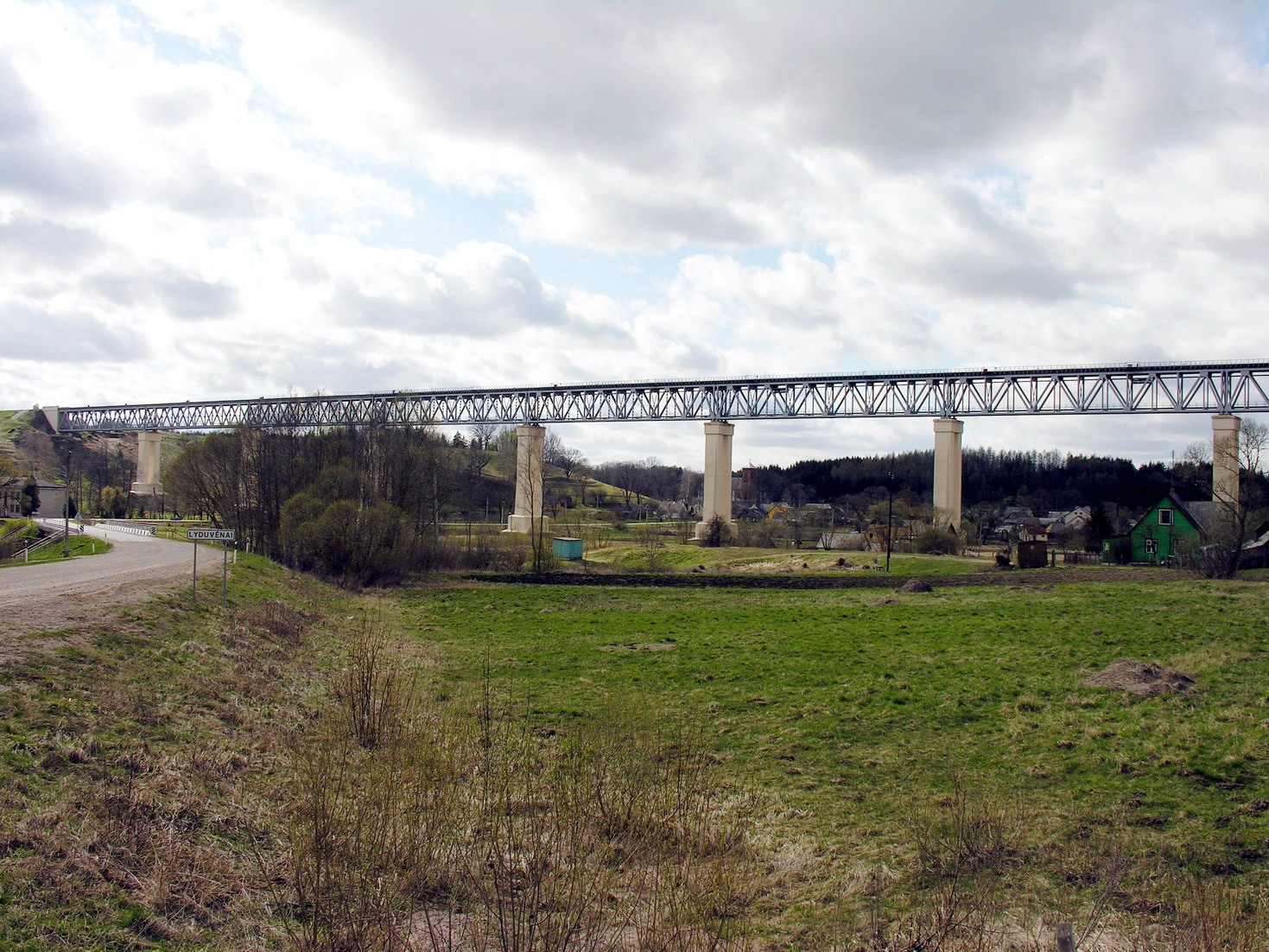